# مرصد الشماسية
مرصد الشماسية أو المرصد المأموني. هو مكان للرصد الفلكي يقع في الشماسية شمال شرقي العاصمة بغداد، ويعد المرصد الفلكي الأول في الحضارة الإسلامية بني زمن المأمون سنة 214 هـ وكان تابعًا لبيت الحكمة وتحت إشراف الفلكي "سند بن علي"، وأحمد المروزي الشهير بحبش الحاسب. تمت في المرصد أولى عمليات الأرصاد الفلكية في التاريخ الإسلامي.

## أعلام المرصد
ومن العلماء الذين رصدوا في مرصد الشماسية الفلكي يحيى بن أبي منصور والفلكي العباس الجوهري والفلكي سند بن علي، استخدمت في المرصد آلات فلكية صنعت على غرار الآلات الفلكية اليونانية.
 كان يجري في المرصد تدريس الفلك، وكان الطلاب يجربون ما يدرسونه من نظريات علمية، عمل فيه فريق من الفلكيين والمنجمين والجغرافيين والرياضيين، كما كان يعمل فيه بعض الفلكيين الذين كانوا يعملون في بيت الحكمة أو كانوا مسؤلين عن أقسام فيه، منهم أبو سهل الفضل بن نوبخت، ومحمد بن موسى الخوارزمي الذي أمره المأمون بعمل الزيجات لحركات الكواكب وقياس درجتين أرضيتين لإمكان تقدرير حجم الأرض بصورة أدق من ذي قبل، كما أمره برسم خريطة جعرافية كبيرة، وله كتب فلكية منها: صنعة الإصطرلابات، وذات الحلق، والأمطار والرياح، ومن علماء المرصد يحيى بن أبي منصور الفارسي وكان أحد أصحاب الأرصاد زمن المأمون وله من الكتب: كتاب الريح الممتحن، ومقالة في ارتفاع سدس ساعة لعرض مدينة السلام. وقد اعتمد عليه المأمون اعتمادًا كبيرًا حين قرر بناء مرصد الشماسية مع نخبة من العلماء. ممن عملوا في المرصد أبناء موسى بن شاكر، وكان أبوهم فلكيًا ورياضيًا، ومن المنجمين الذين عملوا في المرصد سند بن علي اليهودي وكان مسؤلًا عن الأرصاد في المرصد، من كتبه: المنفصلات والمتوسطات، والحساب الهندي، والجمع والتفريق، والجبر والمقابلة، ومن علماء المرصد أحمد بن عبد الله المروزي الذي ألف كتاب الزنج المأموني، والأبعاد، وعمل الإسطربلات، وجعفر بن محمد البلخي، وعمر بن الفرخان الطبري أحد رؤساء الترجمة والمحققين بعلم حركات النجوم وأحكامها. لعب المرصد دورًا مهمًا في علم الفلك، فأكثر علمائه من التأليف، وكانوا يقومون بالتجارب داخله لمعرفة مواقع الكواكب والنجوم ودراسة أبعاد الأرض، كما اخترعوا أجهزة كثيرة في ميدان الفلك.

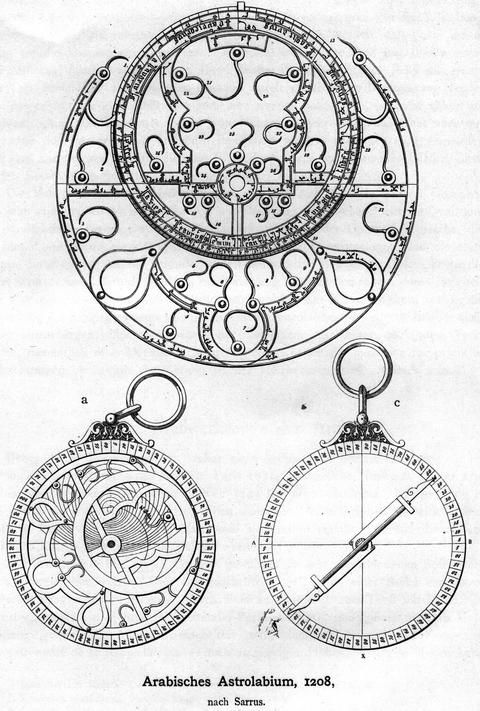
أحد أشكال الإسطرلابات التي برع المسلمون في صناعتها واستعمالها، في الصورة إسطرلاب عربي يعود لعام 1208.

## دور المرصد
من إنجازات المرصد إصدار جداول فلكية جديدة عرفت بالأزياج الفلكية. الأزياج هي جداول حسابية تبين مواقع النجوم والكواكب، والعلماء الذين قاموا بعمل أزياج للخليفة المأمون هم: سند بن علي وأحمد بن عبد الله المروزي وعلي بن عيسى الأسطرلابي. من أشهر أزياج المروزي: المؤلف على مذهب السند هند، وقد خالف في كثير منه الفلكيان الفزاري والخوارزمي، وزيج الممتحن، وهو أشهر أعماله في علم الأزياج، وقد ألفه بعد رحلته التي طلب إليه المأمون فيها قياس محيط الأرض، وضمنه حركات الكواكب، والزيج الصغير، كما أن له زيجين آخرين أقل شهرة هما الزيج الدمشقي، والزيج المأموني.
كما أنه تم تشكيل بعثتين علميتين للتحقق من حساب بطليموس لمحيط الأرض بأمر من المأمون، وكانت البعثة الأولى مؤلفة من سند بن علي وأحمد بن عبد الله المروزي وغيرهما، والبعثة الثانية مؤلفة من علي بن البحتري وعلي بن عيسى الأسطرلابي، كانت مهمة البعثتين قياس قوس يقابل مقدار درجة من أعظم دائرة من دوائر منتصف النهار، ودائرة منتصف النهار هي الدائرة التي تكون فيها الشمس بمنتصف النهار، وعندما تتحرك هذه الدائرة بمقدار درجة فهي تعادل درجة على سطح الأرض. سارت البعثة الأولى إلى ما بين واسط وتدمر، وقاست هناك مقدار درجة من أعظم دائرة تمر بسطح الكرة فكانت سبعة وخمسين ميلاً، أما البعثة الثانية فقد سارت إلى برية سنجار وهي صحراء واسعة بين نهري دجلة والفرات على اعتبار أنهم كانوا يبحثون عن أرض منبسطة ليستطيعوا القيام بقياساتهم، وكانت نتيجة قياس البعثة الثانية ستة وخمسين وربع الميل، ويكون متوسط القياسين ستة وخمسين وثلثي الميل. اختلف العلماء المتأخرين على مقدار طول الميل العربي، ولكن كل حساباتهم التي أجروها على نتائج بعثة المأمون تشير أن البعثة قامت بحساب دقيق لمحيط الأرض وأن أرقامهم قريبًا جدًا للرقم العلمي لمحيط الأرض البالغ 40.075 كم عند خط الاستواء.